# 慶祝香港回歸祖國十五周年文藝晚會
慶祝香港回歸祖國十五週年文藝晚會為香港特別行政區政府為慶祝香港回歸中華人民共和國十五週年而舉辦的活動之一，由康樂及文化事務署主辦，電視廣播有限公司承辦，於2012年6月30日晚上8時在灣仔會議展覽中心舉行，由汪明荃、鄭丹瑞、鄧梓峰、陳芷菁及中央電視台主持人董卿、周濤共同主持，中央電視台綜合頻道、無綫電視翡翠台現場直播。中共中央總書記兼中國國家主席胡錦濤出席觀看晚會。

## 晚會内容

### 传承·中国心
- 《明日恩典》（主唱：容祖兒，演奏：香港中樂團）、《紅日》（主唱：李克勤，演奏：香港中樂團）
- 《中國人》（主唱：容祖兒、李克勤，演奏：香港中樂團，小提琴：姚珏）
- 《祝福》（主唱：葉倩文，演奏：香港中樂團）
- 舞蹈诗《清明上河图》选段（香港舞蹈團）

### 跃动·繁华港
- 武術表演《武動全城》（甄子丹）
- 雜技表演《腾韵-十三人顶碗》（中国杂技团）

### 名扬·全世界
- 钢琴演奏《柴可夫斯基第一钢琴协奏曲》选段（香港管弦樂團，鋼琴：郎朗）
- 《我的太陽》（戴玉强、莫華倫、魏松）
- 《东西乐韵汇香江》（李玟、香港管弦樂團）

### 融薈·创新路
- 《香港精神齊聲唱》：阿卡貝拉表演、《數字人生》《獅子山下》《活著VIVA》《強》（一鋪清唱、香港旋律、王梓軒、黃浩邦、C AllStar、林欣彤、許廷鏗、胡鴻鈞、何雁詩、駱胤鳴、劉威煌、周志文、周志康、羅孝勇、謝東閔、林景程、廖仲謙、譚嘉儀、王嘉儀）
- 《樂隊狂熱唱不停》：《全人類高歌》《難忘時刻》《點指兵兵》《LIES》《爸爸的話》《只要你過的比我好》《L.O.V.E.》（太極樂隊、Mr.、泰迪羅賓、黃丹儀、鍾鎮濤和女兒鍾懿）

### 共建·好明天
- 《大日子》《花花宇宙》（陳慧琳）
- 《祝福》（張學友）
- 《愛我中華》（宋祖英）

## 收视
- 無綫電視翡翠台：21点[2]